# Louis Ries
Louis Ries (Berlijn, 30 januari 1830 – Londen, 3 oktober 1913) was een Duits/Brits violist.
Louis Ferdinand Hubert Ries werd geboren in een muzikaal gezin:
- zijn overgrootvader Johann Ries (1723-1784) was trompettist aan het Keulse hof;
- zijn grootvader Franz Anton Ries (1755-1846) was violist;
- zijn vader Hubert Ries (1802-1886) was een violist en (een klein beetje) componist
- zijn oom Ferdinand Ries (1784-1838) was componist en vriend van Ludwig van Beethoven
- zijn broer Adolf Ries (1837-1899) was pianist
- zijn broer Franz Ries (1846-1932) was violist en componist.

Louis Ries kreeg zijn eerste lessen van zijn vader en later van Henri Vieuxtemps. Hij maakte deel uit van het strijkkwartet rondom sterviolist Joseph Joachim. Hij leefde eerst in Berlijn maar vertrok in 1857 naar Londen. Daar trad hij toe tot het strijkkwartet rond Wilma Neruda. In Londen speelde Ries nog samen met Henryk Wieniawski (1858) en veel later ook met Clara Schumann. in 1890 zat hij op het Londense podium van St James' Hall met de Noorse pianiste Agathe Backer-Grøndahl.
De componist Ernst Rudorff kreeg zijn vioollessen van Ries en later piano bij Clara Schumann.  
- Gemeinsame Normdatei: 130614203
- International Standard Name Identifier: 0000 0004 9884 3048
- Library of Congress Control Number: no2017163237
- MusicBrainz: 1b7464e0-6206-4d57-8cd3-6060cc3bd7ee
- Virtual International Authority File: 47874109
- WorldCat: E39PBJpDVjdTdRRgkPqVRbhCQq